# Diphénylacétylène
Le diphénylacétylène est un composé chimique de formule C6H5–C≡C–C6H5, parfois notée Ph2C2. La molécule consiste en deux groupes phényle –C6H5 reliés par une unité C2. Il se présente comme une poudre, incolore à l'état pur, et est utilisé comme synthon en synthèse organique et comme ligand en chimie organométallique. La molécule a une géométrie planaire. La longueur de la triple liaison C≡C centrale est de 119,8 pm.
Une voie de préparation consiste à condenser du benzile avec de l'hydrazine pour donner une bis(hydrazone), qui est ensuite oxydée avec de l'oxyde de mercure(II) HgO. Une autre voie consiste à bromer du stilbène, le dibromodiphényléthane formé étant ensuite déshydrohalogéné. Il est également possible de procéder par couplage de Castro-Stephens d'iodobenzène et de sel de cuivre et de phénylacétylène.
La réaction du diphénylacétylène avec la tétraphénylcyclopentadiénone conduit à la formation d'hexaphénylbenzène. La réaction de Ph2C2 avec le chlorure de benzal C6H5CHCl2 en présence de tert-butylate de potassium K+(CH3)3CO− permet d'obtenir le 3-alcoxycyclopropène, qui se convertit en ion cyclopropénium C3H3+.